# Рябова Світлана Леонідівна
Рябова Світлана Леонідівна — російська актриса. Заслужена артистка Росії (1995). Народилася 27 березня 1961 р. в Мінську. Закінчила театральне училище ім. Б.Щукіна (1984). Працює в Московському театрі сатири. Знімається з 1982 р.

## Фільмографія
- 1984 — «Розставання» — Віра
- 1985 -- "Не ходіть, дівчата, заміж" -- Оля Дьоміна
- 1986 — «Аеропорт зі службового входу» — Єгорова
- 1986 — «Двоє на острові сліз» — Ольга
- 1988 — «Ворожіння на баранячій лопатці» — Валентина
- 1990 — «Мій чоловік — іншопланетянин» — Люся

Грала в українській стрічці «Ребро Адама» (1990) .
- 1993р. "Ты у меня одна" Аня - головна роль.